# Centrum LIM
El Centrum LIM también conocido como "Hotel Marriott" es un rascacielos de la capital polaca. (Varsovia), fue construido en 1989 en el distrito Śródmieście en el centro de Varsovia, por LIM, un consorcio de tres socios: LOT Polish Airlines, ILBAU (empresa constructora de Austria) y Marriott International (el operador de la cadena hotelera). En 1998, ILBAU vendió su participación a SGS GmbH.
El edificio rápidamente ganó prestigio y popularidad, en parte, por ser de los primeros hoteles de cinco estrellas en Polonia, por esto es muy conocido, la gente del lugar, comúnmente llama a la instalación "El Marriott".
Los diseñadores fueron Jerzy Skrzypczak, Bielobradek Andrzej, y Krzysztof Stefanski. Quienes buscaron la forma para dar a la ciudad un estilo internacional. La fachada es de color verde oscuro, y se encuentra junto a la Torre de Oxford. El edificio cuenta con bordes blancos (que se iluminan por la noche con luz blanca y brillante), así como dos plantas que forman oscuras franjas horizontales, una a media altura de la estructura y la otra en la parte superior, que sirven como áreas de servicios.
En los dos pisos inferiores, hay un centro comercial conocido como la Galería LIM. Que incluye alrededor de 40 tiendas, cafés y restaurantes, y una oficina de billetes de LOT. Cuenta con un espacio para el alquiler de oficinas que se encuentra en la parte inferior de la torre (entre los pisos 5 y 19), y por encima de los pisos centrales del edificio se encuentran las habitaciones del hotel. El edificio también alberga un casino. El Hotel Marriott  está situado en los pisos superiores a la planta 20, donde hay 523 habitaciones y 95 suites. En la planta superior hay una suite presidencial, cada habitación tiene aire acondicionado y conexiones satelitales de internet y televisión, además los huéspedes del hotel tienen a su disposición una sauna, piscina, salas de conferencias, restaurantes y nueve bares. Sin sus 30 metros de la antena, el edificio Tiene 140 metros de altura.
El edificio está conectado con el metro de Varsovia por la estación Warszawa Centralna.
Existe una propuesta para una torre de 71 pisos que se construirá en el sitio que actualmente ocupa el ala inferior oeste del edificio.